# Nadine Jansen
Nadine Jansen (Lipsia, 3 dicembre 1980) è una modella tedesca.
Lavora posando senza veli per diversi siti internet specializzati in softcore, diventando famosissima per il suo seno molto abbondante. 
Laureata in farmacia nel 2001, Nadine intraprende la carriera di fotomodella (il suo sogno da quand'era bambina) già nel 2000, posando nuda per il sito internet di Bettie Ballhaus, altra nota modella tedesca, conquistando subito un'ampia schiera di fan. Nei suoi set, appare spessissimo in coppia con altre modelle, come la stessa Ballhaus, Danni Ashe, Milena Velba e Sunny Wagner, spesso in atteggiamenti lesbo e tutte dalle misure altrettanto giunoniche.
La popolarità sempre crescente di Nadine la porta a inaugurare il suo sito personale, specializzato in topless di ragazze dalle forme prorompenti, protagoniste di set fotografici quasi sempre a tema. Sulla sua pagina web vedranno il debutto numerosissime fotomodelle, come le altrettanto apprezzate Jana Defi, Milena Velba e Irene Valory.
Anche durante la gravidanza del suo primo figlio, ha comunque continuato a posare nuda per i suoi set.
Si è sempre rifiutata di interpretare scene hardcore e porno.

## Curiosità
Nel 1994, quand'era quattordicenne, Nadine ha avuto un pesante incidente motociclistico insieme al suo ragazzo, subendo diverse fratture alle gambe. Il fotoritocco ha tuttavia reso invisibile le altrimenti vistose cicatrici post-operatorie in moltissime sue foto.